# 리버풀예술대학교

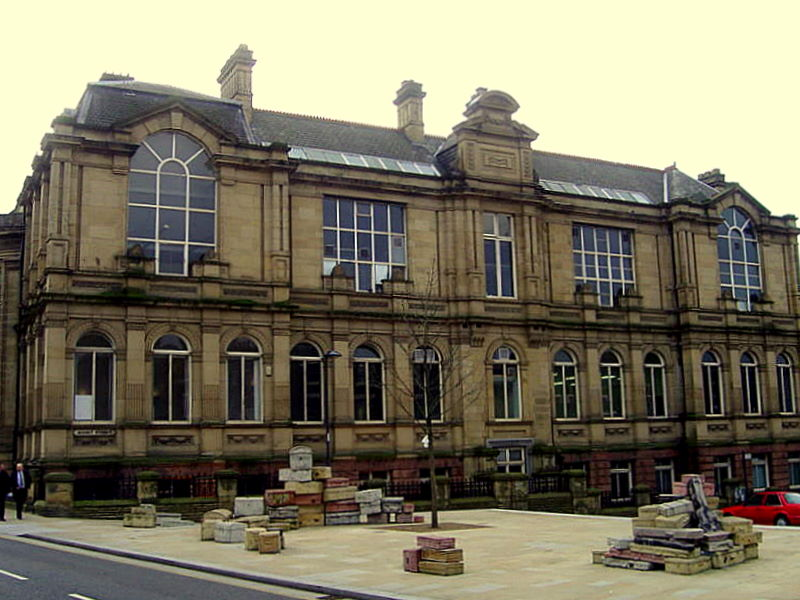
리버풀예술대학교

리버풀예술대학교(Liverpool College of Art)는 영국 리버풀의 호프 스트리트 68에 위치한 대학교였다.

## 역사
리버풀예술대학교는 영국 리버풀시의 손꼽히는 명문 고등학교 리버풀 인스티튜트와 같은 건물에 있던 명문학교였다.
마운트 스트리트를 마주보고 있는 원래의 건물은 토마스 쿡에 의해 디자인 되어 1883년에 완공되었다. 윌린크와 티크네세가 디자인한 호프 스트리트 확장은 1910년에 개장되었다. 2006년 1월 이 건물은 리버풀존무어스대학교의 소유가 됐고 2008년 12월 이 예술학교는 존레논아트앤디자인빌딩에 있는 새로운 건물로 이전했다.
주목할 만한 학생들로는 존 레논, 신시아 레논, 모리스 코크릴, 레이 워커, 스튜어트 섯클리프, 마가렛 채프맨, 루스 덕워스, 빌 해리 등이 있다.
2012년 3월 리버풀공연예술연구소(LIPA)는 교육 공간을 넓히기 위해 전 리버풀예술대학교 건물을 37억 7000만파운드에 구입했다고 발표했다.

## 주목할 만한 학생
- 조지 아담슨
- 마가렛 채프먼
- 모리스 코크릴
- 샘 데이비스
- 루스 덕워스
- 빌 해리
- 로이 홀트
- 존 프란시스 카바나
- 에드워드 켈리
- 클라이브 랭거
- 존 레논
- 스티브 린지
- 알렉산더 매켄지
- 이사벨 로스트호른
- 시드니 시드
- 스튜어트 섯클리프
- 노먼 더웰
- 레이 워커 (예술가)
- 제프리 히스 웨지우드
- 존 우드
- 제임스 스털링 (건축가)
- 앨리슨 애플턴 (도자기 디자이너)

## 같이 보기
- 미술학교